# Sekundærrute 549
De Sekundærrute 549 is een secundaire weg in Denemarken. De weg loopt van Aabybro via Biersted naar Vestbjerg. De Sekundærrute 549 loopt door Noord-Jutland en is ongeveer 13 kilometer lang.